# Usson-du-Poitou
Usson-du-Poitou – miejscowość i gmina we Francji, w regionie Nowa Akwitania, w departamencie Vienne.
Według danych na rok 1990 gminę zamieszkiwało 1 439 osób, a gęstość zaludnienia wynosiła 20 osób/km² (wśród 1467 gmin regionu Poitou-Charentes, Usson-du-Poitou plasuje się na 199. miejscu pod względem liczby ludności, natomiast pod względem powierzchni na miejscu 8.).